# Yepcalphis insulicola
Yepcalphis insulicola là một loài bướm đêm trong họ Noctuidae.